# 毛杜茎山
毛杜茎山（学名：Maesa permollis）为紫金牛科杜茎山属下的一个种。

## 扩展阅读
- 維基物種上的相關：毛杜茎山